# 평동초등학교 (광주)
평동초등학교는 대한민국 광주광역시 광산구 옥동에 위치한 공립 초등학교이다.

## 학교 연혁
- 1933년 6월 1일 평동공립보통학교 설립인가
- 1938년 4월 1일 평동공립심상소학교로 개칭[1]
- 1941년 4월 1일 평동공립국민학교로 개칭[2]
- 1949년 8월 14일 광산군으로 행정구역 변경[3]
- 1950년 4월 1일 평동국민학교로 명칭 변경[4]
- 1981년 3월 10일 병설유치원 개원
- 1988년 1월 1일 광주직할시로 편입[5]
- 1996년 3월 1일 평동초등학교로 개칭[6]
- 1998년 9월 1일 평동서초등학교 통폐합
- 2019년 3월 1일 제35대 이재형 교장 부임
- 2020년 1월 7일 제84회 졸업 (졸업생 23명, 졸업생 총수 8,000명)
- 2021년 1월 15일 제85회 졸업 (졸업생 14명, 졸업생 총수 8,014명)

## 학교 상징
- 교화 - 철쭉 : 순결, 끈기, 우아
- 교목 - 소나무 : 높은 기상, 굳센 의지
- 교색 - 녹색 : 희망, 푸른 꿈

## 통학 구역
- 광산구 삼도동 신동(25통~26통), 삼도(27통~29통)
- 광산구 평동 옥동1통, 옥연2통, 월전3통2반, 19통1~2반일부(51, 912-3~913-10, 1204~1265), 지로6통, 영천7통, 용동8통, 용곡9통, 기곡10통, 봉정11통, 평지12통, 명화13통, 동산14통, 동산15통, 학연20통, 금연16통, 두산17통, 용동18통

## 참고 자료
- 평동초등학교 - 한국교육학술정보원 학교알리미